# Ryszard Szymmels villa
Ryszard Szymmels villa (polsk Willa Ryszarda Szymmela) ligger ved Karolewskagaden 1 i Łódź. Den er et af de ældste eksempler på art nouveau i Polen.
Villaen blev bygget i 1899 efter tegninger af Franciszek Chełmiński til forretningsmanden Ryszard Szymmel. Den oprindelige grundplan tog ikke hensyn til art nouveau dekorationer, noget villaen først fik under selve bygningsarbejdet. I årene 1911-1914 blev villaen ombygget. 
På facaden præsenterer bygningen alle karakteristiske træk ved art nouveau stilen. Her findes blandt andet en asymmetrisk elevation, tykke vinduesoverstykker, forskelligt murpuds og rige plantedekorationer (træer og kastanjeblomster). Villaen har en nogenlunde kvadratisk grundplan og dækkes af et tag i forskellige former. Fra havesiden er villaen oppdelt gennem terrasser, en risalitt og en portikus. 
I villaens indre er elementer af det oprindelige udseende bevaret, blandt andet glasmalerier og plantestukkatur formet som rødder og blade fra tidsler, iris samt æble- og kastanjetræer. 
Efter Szymmels død gik villaen over til hans arvinger, og senere til privatpersoner.
51°45′39″N 19°26′29″Ø / 51.7609°N 19.4415°Ø